# Ectemna dumicola
Ectemna dumicola är en insektsart som beskrevs av Henri Saussure och Francois Jules Pictet de la Rive 1897. Ectemna dumicola ingår i släktet Ectemna och familjen vårtbitare. Inga underarter finns listade i Catalogue of Life.